# Carolee Schneemann
Pour les articles homonymes, voir Schneemann.
Carolee Schneemann, née le 12 octobre 1939 à Fox Chase (en) en Pennsylvanie et morte le 6 mars 2019 à New Paltz (État de New York),, est une artiste plasticienne américaine.
Elle a beaucoup travaillé avec le corps, s'intéressant notamment à la sexualité et au genre. Son œuvre est principalement caractérisée par une recherche sur les traditions archaïques visuelles, les tabous, et le corps de l'artiste dans sa relation dynamique avec le corps social.
Artiste multidisciplinaire, elle a produit des peintures, des films expérimentaux, des photographies, des performances et des installations, et également publié de nombreux articles. Elle a apporté une contribution fondamentale à divers mouvements artistiques américains, notamment le happening, le Body Art, le Judson Dance Theater et l'art féministe.

## Biographie

### Enfance et études
Carolee Schneemann naît le 12 octobre 1939 à Fox Chase.
Aînée de trois enfants, fille d'un médecin de campagne, Carolee Schneemann grandit en Pennsylvanie dans un environnement rural. Elle commence à dessiner à l'âge de quatre ans mais, de par ses origines, n'a réellement l'occasion d'approcher le monde culturel que bien plus tard. Ayant obtenu une bourse d'études, elle étudie tout de même au Bard College afin d'étudier la peinture, tout en faisant des petits boulots à droite et à gauche. Elle commence alors à fréquenter le monde de l'art new-yorkais et notamment le milieu de l'expressionnisme abstrait : les Tenth Street galleries, le Cedar Bar, etc. Exclue de Bard pour des allégations de , elle est transférée à l'université Columbia, School of Painting and Sculpture, et à la New School for Social Research de New York. Après le diplôme, Schneemann et son compagnon d'alors, le musicien James Tenney, qu'elle vient d'épouser pour des raisons administratives, obtiennent une bourse pour étudier à l'université de l'Illinois à Urbana-Champaign. Durant toute cette période de formation, Schneemann réalise des collages (Pope Still Suffering, collage, 1954) et des tableaux fortement inspirés par l'expressionnisme abstrait (Portrait of Jane Brakhage, huile sur toile, 1958). Néanmoins, en ce début des années 1960, on lui fait comprendre qu'en tant que femme, il est illusoire d'espérer faire carrière dans l'art, milieu dominé par les hommes. L'un de ses professeurs lui affirme notamment : « tu es une gamine fabuleuse, tu pourrais aller très loin, mais ne prends pas l'art trop à cœur, tu n'es qu'une fille ».
Sans pour autant abandonner la peinture, Schneemann se détourne de ce milieu extrêmement machiste pour se rapprocher de l'avant-garde new-yorkaise. En 1961, de retour à New York, elle se lie avec Allan Kaprow, dont les premiers happenings la marquent profondément. Elle participe au  happening Store Days (1962) de Claes Oldenburg. Grâce à James Tenney, elle rencontre le compositeur Philip Corner et dans le même temps, elle prend des cours de danse avec Arlene Rothlein.

### Années 1960, premières créations dontMeat Joy
En mai 1962, elle crée le happening Glass Environment for Sound and Motion au Living Theatre, avec, entre autres, Philip Corner et Yvonne Rainer. À l'époque, elle perçoit son travail sur le corps comme une « exploration de l'image en mouvement » et parle de « théâtre cinétique ». Dès les débuts du Judson Dance Theater, stimulée par ce renouvellement profondément radical du corps dansant, elle se joint au collectif, qui regroupe des chorégraphes, des danseurs, mais aussi des artistes et des musiciens. Dans ce contexte, elle réalise des performances majeures : d'abord Newspaper Event en 1963, puis Meat Joy en 1964. D'abord présentée à l'American Center de Paris, pendant le Festival de la Libre Expression le 29 mai 1964, cette performance capitale dans l'histoire de l'art est ensuite recréée à la Judson Church, où elle est filmée. Rite érotique aussi extatique que dionysiaque, Meat Joy pulvérise toute limite. Les huit performeurs, nus, doivent improviser en utilisant notamment de la viande et du poisson crus. Mêlant geste, chair, peinture fraîche, déferlement d'énergie, la pièce réfléchit notamment à la notion de corps comme matériau.
Entretemps, elle travaille sur Eye Body, une œuvre extrêmement significative dans sa carrière. À partir de 1962, elle élabore tout un environnement, conçu à partir de grands panneaux mêlant unités de couleurs, morceaux de miroirs et de verre, lumières, des parapluies et des parties motorisées. En décembre 1963, désireuse d'inclure son propre corps dans cet environnement, elle couvre son corps nu de peinture, de craie, de corde et de plastique puis s'intègre dans l'installation. Pour elle, il s'agit d'explorer « les qualités picturales de la chair utilisée comme un matériau ». Le corps est à la fois érotique et sexuel, gestique et votif, primitif et archaïque. Selon Schneemann, « le tracé et le geste émergeaient de ma volonté créatrice de femme », se rebellant contre le fait que « durant des années on a regardé mes travaux les plus audacieux comme si c'était quelqu'un d'autre à l'intérieur de moi qui les avait créés, ils étaient considérés comme "masculins" parce qu'ils étaient vus comme agressifs et osés ». De fait, durant toute sa carrière, le fait d'être une femme et de travailler avec le corps, l'empêchera d'acquérir une reconnaissance méritée dans le monde artistique particulièrement sexiste.
En 1964, alors qu'elle participe avec sept autres performeurs à une représentation de Meat Joy à Londres, un spectateur choqué tente de la tuer
Au-delà d'une sensibilité féministe très tôt développée, la sexualité est extrêmement importante dans l’œuvre de Carolee Schneemann. « Endiguer sa sexualité c'est endiguer son expressivité » dit-elle. Entre 1964 et 1967, elle réalise un film expérimental intitulé Fuses qui mêle plusieurs médiums : cinéma, collage et peinture. Les images montrent Schneemann et son partenaire James Tenney en train de faire l'amour sous l’œil de leur chat. Ne s'intéressant guère au genre pornographique, Schneemann s'emploie plutôt à dépeindre l'atmosphère amoureuse et érotique qui se tisse autour de l'acte sexuel, montré sans nulle censure : « Quand j'ai dit AMOUR je voulais parler d'amour ÉROTIQUE : la profonde métamorphose du don de soi que chacun prodigue réciproquement [...] célébrer, illuminer le respect, la tendresse, la confiance, la passion et l'estime... mettre joyeusement tout ce que nous sommes entre les mains de quelqu'un d'autre... tous les contacts, caresses, expressions possibles et désirées ». Les images très travaillées, colorées et couvertes de collages, sont accompagnées du bruit de la mer et de cris de mouettes, créant un univers sensuel très poétique et lyrique. Il y a une influence évidente de Stan Brakhage, que Schneemann admire : d'ailleurs ce film est une réponse à Window Water Baby Moving (1962) qui montre l'accouchement de manière aussi intimiste que réaliste. Toutefois, propose un regard autre sur la sexualité, jamais voyeur, jamais fétichisant ou objectifiant.

### Années 1970,Interior Scroll
Durant les années 1970, en réaction au néologisme de « Herstory » forgé par Robin Morgan dans Sisterhood is powerful, elle parle d'Istory, de manière à neutraliser une histoire dominée par l'idéologie patriarcale. En août 1975, Schneemann réalise la performance Interior Scroll dans le cadre de l'exposition Women Here and Now à East Hampton. Elle se penche sur ce qu'elle appelle l'« espace vulvique » et à la symbolique matriarcale (se référant notamment à l'iconographie du corps féminin au Paléolithique). Remettant en question l'association systématique du corps et de la sensibilité au féminin d'une part, et de l'intelligence et de la rationalité au masculin d'autre part, elle se met en scène juchée sur une table, totalement nue, et propose une lecture de son propre ouvrage, Cezanne, She Was A Great Painter (rédigé dans les années 1960 et 1970, paru en 1974). Le point culminant de la performance la voit tirer et dérouler un rouleau de papier logé dans son vagin, lisant le texte qui y est inscrit (un texte féministe tiré de son film Kitch's Last Meal). Invitée par Brakhage à réitérer cette performance au Telluride Film Festival, elle introduit l'action comme suit : « À la fois décrite et proscrite par l'imagination masculine durant si longtemps, plus aucune femme artiste ne veut désormais endosser le rôle de la "femme érotique" pour les autres femmes [...]. Peut-être que cette "femme érotique" sera [désormais] perçue comme primitive, dévorante, insatiable, glaciale, obscène; ou décidée, courageuse, entière ».
Lors de la représentation à East Hampton en 1975 de Interior Scroll, Agnès Varda est dans la salle et, choquée, juge la performance obscène, alors qu'elle-même se voyait comme étant une féministe « révoltée et radicale ». Carolee Schneemann envoie ensuite une lettre à Agnès Varda au sujet de sa réaction, lui reprochant une « forme de trahison publique ». Certaines féministes de l'époque considéreront également la performance Interior Scroll narcissique et obscène, et reprochent à Carolee Schneemann de « jouer avec les fantasmes masculins les plus lubriques ». L'artiste affirme avoir perdu à ce moment-là le soutien des musées, et eu des difficultés à pouvoir enseigner, étant renvoyée de divers postes. Certains ne la voient plus comme une artiste, mais comme une pornographe. Selon le magazine Slate, il faudra trente ans pour que le « rôle de pionnière » de l'artiste soit reconnu. En 1997, le magazine Artforum écrit : « il suffit de jeter un coup d'œil aux documents historiques pour prouver qu'avant Schneemann, le corps féminin dans l'art était muet et fonctionnait presque exclusivement comme un miroir du désir masculin ». En 2017, la critique d'art Jillian Steinhauer explique le rejet dans les années 1970 par la beauté du corps de Carolee Schneemann : son corps correspondait aux standards de beauté de l'époque, ce qui représentait une contradiction pour l'esprit de l'œuvre, un défaut qui sera alors reconnu comme tel par Carolee Schneemann. La même année, en 2017, elle reçoit à 77 ans le Lion d'or de la Biennale de Venise, où elle est qualifiée de « doyenne de l'art féministe ». Le prix récompense l'ensemble de sa carrière et sa position d'artiste pionnière.
Ses œuvres ont été présentées au Musée d'art contemporain de Los Angeles, le Museum of Modern Art de New York, et le National Film Theatre (en) de Londres.
Carolee Schneemann a enseigné dans de nombreuses institutions, dont la California Institute of the Arts, l'Art Institute of Chicago, Hunter College et l'université Rutgers, où elle a été la première femme professeur d'art.

## Œuvres
En anglais américain :
- 1962 : Glass Environment for Sound and Motion
- 1963 : Newspaper Event, Judson Dance Theater - A Concert of Dance #3, Judson Church, 29 janvier 1963.
- 1963 : Chromelodeon, Judson Dance Theater - A Concert of Dance #7, Judson Church, 24 juin 1963.
- 1963 : Lateral Splay, Judson Dance Theater - A Concert of Dance #13, Judson Church, 19 et 20 novembre 1963.
- 1963 : Eye Body: 36 Transformative Actions
- 1964 : Meat Joy
- 1965 : Viet Flakes
- Autobiographical Trilogy
  - 1964-1967 : Fuses
  - 1968-1971 : Plumb Line
  - 1973-1978 : Kitch's Last Meal
- 1973-1976 : Up to and Including Her Limits
- 1975 : Interior Scroll
- 1981 : Fresh Blood: A Dream Morphology
- 1981-1988 : Infinity Kisses
- 1986 : Hand/Heart for Ana Mendieta
- 1986-1988 : Venus Vectors
- 1987-1988 : Vesper's Pool
- 1990 : Cycladic Imprints
- 1991 : Ask the Goddess
- 1994 : Mortal Coils

## Distinctions et reconnaissance
En 1972, elle est incluse dans Some Living American Women Artists, un collage féministe de Mary Beth Edelson.
En 2012, elle fait l'objet du film documentaire expérimental Breaking the Frame de la réalisatrice Marielle Nitoslawska.
Prix :
- Lion d'or, Biennale de Venise, 2017[13]
- Prix d'Art Maria Anto et Elsa von Freytag-Loringhoven (Prix d'honneur pour un artiste étranger), 2018.